# Jim Henson's Little Muppet Monsters
Jim Henson's Little Monsters Muppet è una breve serie televisiva live-action del sabato mattina dei Muppet, sono andati in onda solo 3 episodi su CBS nel 1985. La prima stagione di Muppet Babies ha avuto così tanto successo, che la CBS ha deciso di espandere la serie da mezz'ora a un'ora.

## Trama
Nella prima metà del programma, lo spettacolo viene ancorato da tre giovani mostri Muppet: Tug (interpretato da Richard Hunt), Boo (interpretato da David Rudman) e Molly (interpretata da Camille Bonora). I tre hanno iniziato il loro show nel Loro seminterrato. Gli altri personaggi classici compaiono di tanto in tanto. Vi sono anche degli sketch animati che caratterizzano personaggi del Muppet Show, fra i numerosi segmenti animati, vi è anche una versione animata di Pigs in Space.
Nella seconda metà dello show, vi è un episodio di Muppet Babies.

## Episodi

### Episodi trasmessi
1. In the Beginning (14 settembre 1985)
2. Space Cowboys (21 settembre 1985)
3. The Great Boodini (28 settembre 1985)

### Episodi mai prodotti/andati in onda
1. Hi, Mars
2. Monster Measles
3. Gonzo's Talent Hunt
4. Can't Stop the Music
5. Boo Monster Ace Reporter
6. Feels Like Rain
7. Foo-Foo Phooey
8. Penguin for a Day
9. Gunko
10. Mail-Order Guest
11. Titolo Sconosciuto
12. Titolo Sconosciuto
13. Titolo Sconosciuto
14. Titolo Sconosciuto
15. Titolo Sconosciuto